# Дубровский (роман)
«Дубро́вский» — наиболее известный разбойничий роман на русском языке, необработанное для печати (и неоконченное) произведение А. С. Пушкина. Повествует о любви Владимира Дубровского к Марии Троекуровой — потомков двух враждующих помещичьих семейств.

## История создания
При создании романа Пушкин отталкивался от рассказа своего приятеля П. В. Нащокина о том, как тот видел в остроге «одного белорусского небогатого дворянина, по фамилии Островский, который имел процесс с соседом за землю, был вытеснен из именья и, оставшись с одними крестьянами, стал грабить, сначала подьячих, потом и других». В ходе работы над романом фамилия главного героя была изменена на «Дубровский» (эту фамилию носили в XVIII веке владельцы соседнего с пушкинским имением села Апраксино), а название деревни Кистенёвка позаимствовано у соседнего с Апраксиным села Кистенево.
Действие происходит в 1820-е годы и охватывает приблизительно полтора года. Сходный сюжет (два соседа-помещика дружат, однако затем из-за пустякового повода становятся врагами, и один сживает со света другого) был независимо использован М. Ю. Лермонтовым в своём юношеском неоконченном романе «Вадим», создававшемся в те же годы.
Название было дано роману издателями при первой публикации в 1841 году. В пушкинской рукописи вместо названия стоит дата начала работы над произведением: «21 октября 1832 года». Последняя глава датирована «6 февраля 1833 года».
Образы родины Владимира Дубровского («Через десять минут въехал он на барский двор…» и четыре следующих предложения в главе III романа) планировались Пушкиным к использованию в предисловии к «Повестям Белкина», появились в «Истории села Горюхина» («Наконец завидел Горюхинскую рощу; и через десять минут въехал на барский двор…» и следующие четыре предложения) и лишь затем — в романе «Дубровский».

## Сюжет романа
Богатый и своенравный русский барин, отставной генерал-аншеф помещик Кирила Петрович Троекуров, прихотям которого угождают соседи и при имени которого трепещут губернские чиновники, поддерживает дружеские отношения только со своим ближайшим соседом и бывшим товарищем по службе, отставным же поручиком, небогатым, но независимым дворянином Андреем Гавриловичем Дубровским. Троекуров отличается жестоким характером, часто подвергая своих гостей жестоким шуткам, без предупреждения запирая их в комнате с голодным медведем.
Из-за дерзости холопа Троекурова происходит ссора между Дубровским и Троекуровым, переходящая во вражду между соседями. Троекуров подкупает губернский суд и, пользуясь своей безнаказанностью, отсуживает у Дубровского его имение Кистенёвку. Старший Дубровский сходит с ума в зале суда. Сын его, Владимир, гвардейский корнет в Петербурге, вынужден покинуть службу и вернуться к тяжело больному отцу, который вскоре умирает. Дубровский поджигает Кистенёвку; отданное Троекурову имение сгорает вместе с судебными чиновниками, приехавшими для оформления передачи собственности. Дубровский становится разбойником наподобие Робина Гуда, наводящим ужас на местных помещиков, не трогающим, однако, имения Троекурова. Дубровский подкупает проезжего учителя-француза Дефоржа, предполагающего поступить на службу в семью Троекурова, и под его видом становится гувернёром в семье Троекурова. Он подвергается испытанию с медведем, которого убивает выстрелом в ухо. Между Дубровским и дочерью Троекурова, Машей, возникает любовь.
Троекуров отдаёт семнадцатилетнюю Машу замуж за пятидесятилетнего князя Верейского против её воли. Владимир Дубровский тщетно пытается предотвратить этот неравный брак. Получив условленный знак от Маши, он прибывает спасти её, но слишком поздно. Во время следования свадебного кортежа из церкви в имение Верейского вооружённые люди Дубровского окружают карету князя. Дубровский говорит Маше, что она свободна, однако та отказывается от его помощи, объясняя свой отказ тем, что уже дала клятву. Жених Маши, ранив Дубровского, попадает в руки разбойников, но Дубровский просит их не трогать жениха. Разбойники с Дубровским возвращаются в лес, где происходит сражение с прочёсывающими местность солдатами, победное для разбойников. После этого правительство посылает роту солдат на поимку Дубровского, но он распускает своих сообщников и вместе с одним из них скрывается за границей от правосудия.

## Возможное продолжение
В майковском собрании черновиков Пушкина сохранилось несколько набросков последнего, третьего тома романа. Расшифровка более позднего варианта:
Кн<язь> Вер<ейский> visite (зачёркнуто) — 2 visite (зачёркнуто). Сватовство — Свидания. Письмо перехвачено. Свадьба, отъезд. Команда, сражение. Распущенная шайка — Жизнь М. К. — Смерть к. Верей<ского> — Вдова. Англичанин — Игроки. Свидание — Полицмейстер — РазвязкаТекст приводится по книге «Из бумаг Пушкина»
Исследователи интерпретируют пушкинский замысел так: после смерти Верейского Дубровский возвращается в Россию, чтобы воссоединиться с Марьей. Возможно, он притворяется англичанином. Однако на Дубровского поступает донос, связанный с его разбойничеством, за этим следует вмешательство полицмейстера.

## Критика
В литературоведении отмечается сходство тех или иных ситуаций «Дубровского» с западноевропейскими романами на сходную тему, в том числе за авторством Вальтера Скотта. А. Ахматова ставила «Дубровского» ниже всех других сочинений Пушкина, указывая на его соответствие эталону «бульварного» романа того времени:

Вообще считается, что у П<ушкина> нет неудач. И всё-таки «Дубровский» ― неудача Пушкина. И слава Богу, что он его не закончил. Это было желание заработать много, много денег, чтобы о них больше не думать. «Дуб<ровский>», оконч<енный>, по тому времени был бы великолепное «чтиво». <…> …оставляю целые три строки для перечисления того, что там есть соблазнительного для читателя.
— Из записной книжки Анны Ахматовой
Некоторые слова и выражения из произведения стали крылатыми, нарицательными: «Божия тварь погибает, а вы сдуру радуетесь», «Дубровский», «Как  не так», «Кузнец Архип», «Не дать погибнуть божьей твари», «Спокойно, Маша, я Дубровский».

## Экранизации
- «Дубровский, атаман разбойников» / нем. Dubrowsky, der Räuber Ataman (Германия) (1921) Режиссёр Пётр Чардынин
- «Орёл» (англ. The Eagle) — голливудский немой фильм с сильно изменённым сюжетом (1925); в главной роли — Рудольф Валентино.
- «Дубровский» — фильм советского режиссёра Александра Ивановского (1936).
- «Чёрный орёл» — фильм итальянского режиссёра Риккардо Фреда (1946). В главной роли — Россано Брацци.
- «Мститель» — фильм итальянского режиссёра Уильяма Дитерле (1959). В главной роли — Джон Форсайт.
- Театр для юношества: Дубровский / фр. Le Théâtre de la jeunesse: Doubrovsky (ТВ) (Франция) (1961). Режиссёр Ален Боде[фр.].
- Что хорошего в жизни / исп. Pa' qué me sirve la vida (Мексика) (1961). Режиссёр Хайме Сальвадор[англ.] (мюзикл по роману «Дубровский»).
- «Благородный разбойник Владимир Дубровский» — фильм режиссёра Вячеслава Никифорова и его 4-серийная расширенная телеверсия под названием «Дубровский» (1989). В роли Владимира Дубровского — Михаил Ефремов.
- «Дубровский» — полнометражный фильм и 5-серийная телевизионная версия. Действие романа перенесено в современную Россию. Режиссёр Александр Вартанов (2014). В роли Владимира Дубровского — Данила Козловский.

## Постановки
- 1895 — «Дубровский» — опера Э. Ф. Направника в Мариинском театре, под управлением автора.
- 1961 — «Дубровский» — фильм-опера Виталия Головина по одноимённой опере Э. Ф. Направника.
- 2016 — «Черный русский» — иммерсивный спектакль, режиссёр Максим Диденко, театральная компания Ecstatic, Москва.